# Babingley
Babingley eller Baburghley är en ort i civil parish Sandringham, i distriktet King's Lynn and West Norfolk i grevskapet Norfolk i England. Orten är belägen 8 km från King's Lynn. Babingley var en civil parish fram till 1935 när blev den en del av Sandringham. Civil parish hade 91 invånare år 1931. Byn nämndes i Domedagsboken (Domesday Book) år 1086, och kallades då Babinghelea/Babinkeleia.